# 가게야마 다카시
가게야마 다카시(일본어: 影山 貴志, 1977년 5월 27일 ~ )는 일본의 전 축구 선수이다.

## 구단 경력
1996년 J1리그의 산프레체 히로시마에 입단했다. 1997년까지 5경기에 출전. 2001년 세레소 오사카에 입단했다. 2002년부터 2008년까지 재팬 풋볼 리그의 사가와 시가 FC에서 뛰었다. 2008년후 현역 은퇴.